# Rödbo
Rödbo is een plaats in de gemeente Göteborg in het landschap Bohuslän en de provincie Västra Götalands län in Zweden. De plaats heeft 255 inwoners (2005) en een oppervlakte van 42 hectare. De plaats wordt omringd door bos en ligt aan de Europese weg 6, ook stromen de rivier de Göta älv en de Nordre Älv een zijrivier van de Göte älv langs de plaats. De stad Kungälv ligt ongeveer anderhalf kilometer ten noorden van Rödbo en de stad Göteborg ligt ongeveer tien kilometer ten zuiden van Rödbo.